# Galleria Volpi Bassani
La Galleria Volpi Bassani, nota anche come Galleria Visconti, era una galleria commerciale di Milano. Tra le meno note della città, la galleria collegava via Rastrelli e la scomparsa via Visconti, nell'area dell'attuale Piazza Armando Diaz.

## Storia
La costruzione della galleria cominciò nel 1908 per opera del cavaliere Pietro Volpi Bassani, noto avvocato e già finanziatore dei lavori di ristrutturazione del Castello Sforzesco di Luca Beltrami: egli possedeva alcuni edifici tra le vie Visconti e Rastrelli, che fece demolire per realizzare il passaggio coperto, affidando il progetto all'architetto Augusto Brusconi e all'ingegner Vittorio Verganti. La galleria dopo soli trent'anni di vita fu abbattuta per fare spazio all'attuale piazza Diaz nel 1938: rimangono tuttavia alcuni resti della galleria nella hall dell'hotel Plaza, costruiti sui resti della vecchia galleria.

## Architettura
La galleria era composta da otto campate, ognuna della quale aveva un lucernario con copertura in ferro e vetro, la larghezza della galleria era di 6,80 metri ed era lunga 52 metri. Poiché la galleria doveva essere destinata ad esercizi commerciali, erano previsti dei piccoli lucernari sulla pavimentazione in modo da illuminare naturalmente i piani inferiori degli esercizi. Il palazzo sull'ingresso di via Visconti ospitava un albergo.